# Mauzoleum Andreje Hlinky
Mauzoleum Andreje Hlinky je památník Andreje Hlinky, který se nachází ve slovenském městě Ružomberok přímo pod kostelem sv. Ondřeje. V roce 2007 přijala Národní rada Slovenské republiky zákon o zásluhách Andreje Hlinky, podle kterého se mauzoleum považuje za pietní místo. Tělo Andreje Hlinky se v něm nenachází. Jako hrobka sloužilo mauzoleum jen v letech 1941–1945. Před příchodem Rudé armády byly v březnu 1945 ostatky odvezeny na neznámé místo na Slovensku.
Jeho vyobrazení se také nacházelo na slovenské bankovce s nominální hodnotou 1000 Sk.